# 일진하이솔루스
일진하이솔루스 주식회사는 수소차량용 연료탱크 (수소저장탱크)를 생산하는 일진그룹의 수소사업 계열사이다.

## 사업
회사는 수소탱크/모듈 담당하는 수소사업부, 매연저감장치 등 담당하는 환경사업부로 구성되어 있다.

## 노사분쟁
2023년에 회사가 노조가 간부 파업·잔업 거부 등 세 차례 쟁의행위를 했다는 이유로 직장폐쇄를 단행한 바 있다.